# L'Œil du danger

L'Œil du danger (Lost in the Dark) est un téléfilm canadien réalisé par Robert Malenfant et diffusé aux États-Unis le 16 juillet 2007 sur Lifetime.

## Synopsis
Une jeune fille qui vient de devenir aveugle à la suite d'une maladie dégénérative doit se battre pour survivre à un prisonnier échappé qui a trouvé refuge dans la cabane de sa grand-mère pendant une tempête de neige.

## Fiche technique
- Réalisation : Robert Malenfant
- Scénario : Devon Lehr et Laura Schultz
- Société de production : Highwire Pictures
- Durée : 96 minutes
- Pays :  Canada

## Distribution
- Mae Whitman : Amy Tolliver
- Jason Gray-Stanford : Roy Evans
- Tom McBeath : Shérif Gene
- Matthew Smalley : David Harris
- Teach Grant : Jared Evans
- Samantha Ferris : Hines
- Patrick Gilmore : Adjoint Mike Webb
- Bonnie Byrnes : Grand-mère
- Brett Armstrong : Metcalf
- Marci T. House : Dispatcheuse